# شارينغان
الشارينغان (بالإنجليزية: Sharingan)‏ هي قدرة قتالية تستخدم لتقليد حركات وتقنيات الخصم ببراعة ودقة في المانغا والأنمي الياباني ناروتو، حيث أن المعنى الحرفي لكلمة شارينغان هو «العين المقلدة». يتم استخدام هذه القدرة من قبل كلاً من اوتشيها ساسكي، وأخيه أوتشيها إيتاشي، وهاتاكي كاكاشي، وأوتشيها مادارا، وتوبي (أوتشيها أوبيتو), وأوتشيها شيسوي، ودانزو، وأوتشيها سارادا في مسلسل التابع لناروتو شيبودن (بوروتو: اجيال ناروتو القادمة).
وتعني الشارينغان حرفياً: عجلة العين الناسخة، وهي تقنية 	 العين (دوجتسو) التي تظهر أساساً في عدد قليل من أبناء قبيلة يوتشيها، تنحدر من البياكوقان لكنها تمنح مستخدمها رؤية وقدرات مختلفة. طبيعياً لا تظهر الشارينقان منذ الولادة عند المستخدم لكنها تظهر عادة عندما يتعرض المستخدم لصدمة عاطفية، سواء كانت سعيدة ام حزينة. بعد أن يتم تفعيلها للمرة الأولى يمكن لمستخدمها استدعائها في أي وقت يشاء. تعتمد قوة الشارينقان على عدد الفواصل السوداء، وأقصى عدد لها في العين الواحدة ثلاثة فقط وتعتبر أيضا واحدة من اقوي التقنيات في ناروتو، تساعد على رؤية تحركات الخصم ببطء.

## أنواع الشارينقان

شرنغان بفاصلة واحدة

### الشارينجان بتوموي واحدة
قدرة الشارينقان الأولى والأكثر شهرة هي انها تحفظ (عن ظهر قلب) أي تقنية تراها، حيث يمكنها استظهار أي جتسو مقياسي بدقة متناهية، مما يتيح للمستخدم أداء ذلك الجتسو كما لو كان أساساً أحد الجتسوات التي كان يؤديها مسبقاً. من اجل أداء التقنية أو الجتسو المنسوخ يجب أن تتوافر لدى المستخدم القدرة على ادائها إضافة إلى المهارة العالية.

شارنغان بفاصلتين

### الشارينجان ذات 2 توموي
تكمن في منحها لمستخدمها وضوح تصور لا يصدق، مما يسمح للمستخدم بتتبع الاجسام سريعة الحركة وليس ذلك فحسب وانما التنبؤ أيضاً بحركاته التالية. القدرة على تتبع والتنبؤ بالحركة تعتمد أساساً على مهارة المستخدم، فالمستخدمون ذوو مهارة متواضعة يواجهون مصاعباً في تتبع الاجسام سريعة الحركة. الشارينقان تامة التطور يمكنها تتبع اسرع الاعداء. ذلك التصور الذي تتيحه الشارينقان لمستخدمها هو على درجة من القوة تؤهله للرؤية من خلال القينجتسو وملاحظة الحركة وتدفق التشاكرا، ولكن ليس بوضوح وامتداد البياكوغان. كما تعطي لوناً للتشاكرا. بالإضافة إلى ذلك، تمنح الشارينقان مستخدمها قوى تحليلية استثنائية. مثال على ذلك: تمكن ساسكي خلال اختبار التشونين من نسخ اجابات أحد المختبرين معه من خلال مشاهدته لحركة قلمه.

شارنغان بثلات فواصل

### الشارينجان ذات الثلاثة توموي
قدرة الشارينقان الثالثة هي السمة الفريدة من التنويم المغناطيسي التي تنطوي في اقتراح الأفعال والأفكار للعدو، وعندما تستخدم هذه القدرة مع قدرات الشارينقان المذكورة فإنها تسمح للمستخدم أن يحاكي تماماً كل حركة يقوم بها الخصم وحتى قبل أن يقدم عليها، وبذلك يبدو المستخدم كأنه يرى المستقبل. قدرة الشارينقان الثالثة أيضاً تتيح لمستخدمها اشكالاً أخرى من التنويم المغناطيسي، كتنويم الخصم، واعادة الذكريات إلى الخصم، وخلق أوهام مختلفة يخدع بها المستخدم خصمه (قينجتسو).

## المانقيكيو شارينقان

المانجيكو شارينغان الخاصة بإيتاشي

المانقيكيو شارينقان (تعني حرفياً: مشكال عجلة العين الناسخة) مستواها أعلى من الشارينقان، يمكن التمييز بينها وبين الشارينقان من خلال شكلها. وعلى خلاف الشارينقان فإن شكل المانقيكيو شارينقان يختلف من مستخدم لآخر، فهي تماماً كالمشكال الذي لا يظهر أبداً بنفس الشكل عندما يُنظر من خلاله.
المانقيكيو شارينقان لدى كاكاشي مختلفة بشكل ملحوظ عنها لدى ايتاتشي وكذلك تختلف تماماً مانقيكيو شارينقان لدى مادارا عنها لدى ايتاتشي، وشقيق مدارا أيضاً له مانقيكيو شارينقان مختلفة. الاشخاص الذين لديهم إمكانية للحصول على المانقيكيو شارينقان يجب عليهم اولاً ان يقدموا تضحية عظيمة حسب ما ذكر ايتاتشي، حيث يتوجب عليهم قتل اعز اصدقائهم. العيب الرئيسي للمانقيكيو شارينقان يكمن في انها بمجرد تفعيلها تبدأ تدريجياً بتدمير العين، حتى يصبح مستخدمها اعمى تماماً، وعندما يصاب أحد مستخدميها بالعمى فليس له مفر من ذلك سوى سرقة عينا شقيقه ودمجها مع عيناه، وذلك يُفعل مانقيكيو شارينقان جديدة خالدة وأكثر قوة ولن يواجه بعدها خطر الإصابة بالعمى مجدداً.
في تاريخ عشيرة يوتشيها العريق، قلة من الاشخاص تمكنوا من تفعيل المانقيكيو شارينقان، يوتشيها مادارا هو الأول من بينهم يتلوه شقيقه. وحالياً هناك خمسة أشخاص فقط يمكنهم استخدام المانقيكيو شارينقان وهم: ايتاتشي وكاكاشي ومادارا واوبيتو (توبي) وساسكي. وحسب ما قاله ايتاتشي لساسكي انه إذا تمكن من الحصول على المانقيكيو شارينقان سيصبح عدد مستخدميها ثلاثة اشخاص بما فيهم ايتاتشي، وذلك يدل على عدم علمه عن حصول كاكاشي وتوبي على المانقيكيو شارينقان.

المانجيكو شارينغان الخاصة بكاكاشي

مانقيكيو شارينقان يمكنها تحرير جتسوين فتاكين، وهما الوحيدان المعروفان حتى الآن، الأولى: تسوكويومي Tsukuyomi والأخرى: اماتيراسو Amaterasu، رغم أنهما مدمرتان للغاية إلا انهما تحتاجان كمية هائلة من التشاكرا كما انهما تسببان اجهاد وضغط هائل وفيما بعد يصاب مستخدمهما بالعمى.

## اختلافات المانقيكيو شارينقان

المانجيكو شارينغان الخاصة بساسكي

### إيتاتشي أوتشيها
حصل يوتشيها ايتاتشي على المانقيكيو شارينقان عندما مات اعز اصدقائه: يوتشيها شيسوي. بحصوله على المانقيكيو شارينقان أصبح ايتاتشي قادراً على أداء اثنتين من أقوى جتسوات قبيلة يوتشيها. الأولى: تسوكويومي، من خلال الاتصال البصري مع العدو يمكن لايتاتشي استخدام تسوكويومي للانتقال إلى عالم وهمي تقدر فيه الايام بلحظات من العالم الحقيقي.
ولأن ايتاتشي له السيطرة على ذلك العالم الوهمي يمكنه تعذيب عدوه بأي طريقة يمكن تصورها ثم تركه في حالة من الانهيار العصبي، وذلك محدود بثلاثة أيام فقط.
الجتسو الثانية هي اماتيراسو، هذه الجتسو هي نار لا تنطفئ حتى تحرق هدفها وهي قادرة على حرق أقوى المواد واقساها من خلال خلق انبثاق لهب اسود حارق أكثر من الشمس وله القدرة على الإحراق لمدة سبعة أيام وسبعة ليالٍ.
```
وكلا الجتسوين تستنزفان كمية هائلة من التشاكرا، ايتاتشي نفسه يصبح مستنفداً لطاقته إذا ما استخدمهما معاً على التوالي. فيما بعد يتم الكشف عن دافعه الخفي وهو سرقة عيني ساسكي ليحصل على النوع الجديد من المانقيكيو شارينقان: 

المانجيكو شارينغان الأبدية

المانقيكيو شارينقان الابدية Eternal Mangekyo Sharingan
.
```

### هاتاكي كاكاشي:
حصل كاكاشي على عين الشارينجان خاصته من صديقه يوتشيها أوبيتو، ذلك الفتى الذي أنقذ كاكاشي خلال مواجهتهم لشينوبي من قرية الحجر المخفية وأهداه عينه قبل موته كهديه له بسبب وصوله لرتبة جونين. أوبيتو صاحب المقولة الشهيرة التي ذكرها كاكاشي للفريق السابع " إن من يخالف قوانين النينجا يعتبر حثالة، لكن من يتخلى عن أصدقائه هو أسوأ من الحثالة " فعل كاكاشي المانجيكيو بعد ان قتل رين بإرادتها حيث كان شينوبي الضباب المخفية قد ختموا بداخلها السانبي «وحش الثلاثة اذيال» وكان مخططا ان يدمر كونوها بمجرد ان تصل اليها فعلمت بذلك وفضلت الموت علي يده وكان كل هذا من تخطيط مادارا للسيطرة علي اوبيتو" يستخدم كاكاشي المانقيكيو شارينقان لخلق ابعاد محلية في الفضاء الزمني، وذلك يسمح له باستهداف أي جسم وارساله إلى بعد آخر. الهجوم يحتاج إلى جهد معقول للتصويب بدقة، ويظهر ان ذلك يجعل تشاكرا كاكاشي ناضبة بوضوح، وينهار بعد استخدامه ثلاث مرات لهذا الجتسو خلال يوم واحد (بينما يمكنه أداء التشيدوري 6 مرات خلال يوم واحد).

### مادارا أوتشيها
كان مادارا أول من تسلح بهذا السلاح الخطير، عندما كان صغيراً حصل هو وشقيقه على المانقيكيو شارينقان، ثم اصيب بالعمى بعد فترة من الزمن، فسيطرت عليه المانقيكيو شارينقان وأقدم على أخذ عين شقيقه وسرقتها بعد موته بعد قتاله هوكاجي الثاني. وذلك مكنه من الحصول على المانقيكيو شارينقان الابدية Eternal Mangekyo Sharingan. استخدم مادارا قوتها للسيطرة على قوة الثعلب الشيطاني "الكيوبي" وارسله ليهاجم كونوها، ولكنه اخفق في ذلك بسبب تصدي هاشيراما له

مانقيكيو شارينقان الخاصة بمادارا

مانقيكيو شارينقان الأبدية الخاصة بمادارا

تبدو المانقيكيو شارينقان الابدية Eternal Mangekyo Sharingan التي حصل عليها مادارا بعد دمج عيني شقيقه الأصغر بعينيه تماماً كالمانقيكيو شارينقان التي كانت أساساً لديه.
1. الأماتراسو وهي نار سوداء لا تنطفئ الا بعد أن تحرق ما تلمسه وقد هزم ساسكي بها الهاتشيبي وكذلك عندما قاتل ساسكي الرايكاجي الرابع لم يستطع الرايكاجي إلا أن يقطع ذراعه لكي لا تلتهم النار جسده.
2. السوسانو وهو اشبه بجسد محارب عملاق يستطيع الهجوم وكذلك صد أي هجوم.